# Tornike Okriashvili
Tornike Okriashvili (tiếng Gruzia: თორნიკე ოქრიაშვილი, phát âm [tʰɔrnɔkʼɛ ɔkʰriɑʃvili], sinh ngày 12 tháng 2 năm 1992) là một cầu thủ bóng đá người Gruzia thi đấu cho Anorthosis Famagusta. Anh chơi ở vị trí tiền vệ tấn công.

## Thống kê sự nghiệp

### Câu lạc bộ
Tính đến 10 tháng 5 năm 2024
| Câu lạc bộ           | Mùa giải            | Giải vô địch                    | Giải vô địch | Giải vô địch | Cúp     | Cúp       | Châu lục | Châu lục  | Tổng cộng | Tổng cộng |
| Câu lạc bộ           | Mùa giải            | Hạng đấu                        | Số trận      | Bàn thắng    | Số trận | Bàn thắng | Số trận  | Bàn thắng | Số trận   | Bàn thắng |
| -------------------- | ------------------- | ------------------------------- | ------------ | ------------ | ------- | --------- | -------- | --------- | --------- | --------- |
| Gagra                | 2008–09             | Erovnuli Liga                   | 1            | 0            | 0       | 0         | –        | –         | 1         | 0         |
| Gagra                | 2009-10             | Erovnuli Liga                   | 22           | 1            | 1       | 0         | –        | –         | 23        | 1         |
| Gagra                | Tổng cộng           | Tổng cộng                       | 23           | 1            | 1       | 0         | 0        | 0         | 24        | 1         |
| Illichivets Mariupol | 2010–11             | Giải bóng đá ngoại hạng Ukraina | 10           | 0            | 0       | 0         | –        | –         | 10        | 0         |
| Illichivets Mariupol | 2011–12             | Giải bóng đá ngoại hạng Ukraina | 9            | 0            | 1       | 1         | –        | –         | 10        | 1         |
| Illichivets Mariupol | 2012–13             | Giải bóng đá ngoại hạng Ukraina | 28           | 4            | 1       | 0         | –        | –         | 29        | 4         |
| Illichivets Mariupol | 2013–14             | Giải bóng đá ngoại hạng Ukraina | 10           | 0            | 1       | 0         | –        | –         | 11        | 0         |
| Illichivets Mariupol | Tổng cộng           | Tổng cộng                       | 57           | 4            | 3       | 1         | 0        | 0         | 60        | 5         |
| Chornomorets Odesa   | 2013–14             | Giải bóng đá ngoại hạng Ukraina | 10           | 3            | 2       | 0         | 2        | 0         | 14        | 3         |
| Genk                 | 2014–15             | Belgian First Division A        | 23           | 2            | 1       | 0         | –        | –         | 24        | 2         |
| Genk                 | 2015–16             | Belgian First Division A        | 11           | 0            | 1       | 0         | –        | –         | 12        | 0         |
| Genk                 | Tổng cộng           | Tổng cộng                       | 34           | 2            | 2       | 0         | 0        | 0         | 36        | 2         |
| Eskişehirspor        | 2015–16             | Süper Lig                       | 12           | 2            | 2       | 0         | –        | –         | 14        | 2         |
| F.K. Krasnodar       | 2016–17             | Giải bóng đá ngoại hạng Nga     | 11           | 1            | 2       | 0         | 0        | 0         | 13        | 1         |
| F.K. Krasnodar       | 2017–18             | Giải bóng đá ngoại hạng Nga     | 3            | 1            | 1       | 0         | 0        | 0         | 4         | 1         |
| F.K. Krasnodar       | 2018–19             | Giải bóng đá ngoại hạng Nga     | 2            | 0            | 0       | 0         | 1        | 1         | 3         | 1         |
| F.K. Krasnodar       | Tổng cộng           | Tổng cộng                       | 16           | 2            | 3       | 0         | 1        | 1         | 20        | 3         |
| FC Krasnodar-2       | 2018–19             | FNL                             | 4            | 1            | –       | –         | –        | –         | 4         | 1         |
| Anorthosis           | 2019–20             | Cypriot First Division          | 14           | 3            | 2       | 1         | –        | –         | 16        | 4         |
| Anorthosis           | 2020–21             | Cypriot First Division          | 20           | 9            | 4       | 0         | 1        | 0         | 25        | 9         |
| Anorthosis           | Tổng cộng           | Tổng cộng                       | 34           | 12           | 6       | 1         | 1        | 0         | 41        | 13        |
| APOEL                | 2021–22             | Cypriot First Division          | 24           | 3            | 3       | 0         | –        | –         | 27        | 3         |
| Dinamo Tbilisi       | 2024                | Erovnuli Liga                   | 3            | 0            | 0       | 0         | 0        | 0         | 3         | 0         |
| Tổng cộng sự nghiệp  | Tổng cộng sự nghiệp | Tổng cộng sự nghiệp             | 220          | 30           | 22      | 2         | 4        | 1         | 246       | 33        |

### Bàn thắng quốc tế
Tính đến trận đấu diễn ra ngày 12 tháng 10 năm 2021. Tỉ số của Gruzia được liệt kê đầu tiên, cột tỉ số biểu hiện tỉ số sau mỗi bàn thắng của Okriashvili.
| #  | Ngày                 | Địa điểm                                                            | Số trận | Đối thủ          | Tỉ số | Kết quả | Giải đấu                    |
| -- | -------------------- | ------------------------------------------------------------------- | ------- | ---------------- | ----- | ------- | --------------------------- |
| 1  | 7 tháng 9 năm 2012   | Boris Paichadze Dinamo Arena, Tbilisi, Gruzia                       | 4       | Belarus          | 1–0   | 1–0     | Vòng loại World Cup 2014    |
| 2  | 29 tháng 5 năm 2014  | Sân vận động Municipal de Chapín, Jerez de la Frontera, Tây Ban Nha | 12      | Ả Rập Xê Út      | 1–0   | 2–0     | Giao hữu                    |
| 3  | 7 tháng 9 năm 2014   | Boris Paichadze Dinamo Arena, Tbilisi, Gruzia                       | 14      | Cộng hòa Ireland | 1–1   | 1–2     | Vòng loại Euro 2016         |
| 4  | 14 tháng 10 năm 2014 | Sân vận động Algarve, Loulé, Bồ Đào Nha                             | 16      | Gibraltar        | 2–0   | 3–0     | Vòng loại Euro 2016         |
| 5  | 8 tháng 10 năm 2015  | Boris Paichadze Dinamo Arena, Tbilisi, Gruzia                       | 24      | Gibraltar        | 2–0   | 4–0     | Vòng loại Euro 2016         |
| 6  | 29 tháng 3 năm 2016  | Boris Paichadze Dinamo Arena, Tbilisi, Gruzia                       | 26      | Kazakhstan       | 1–1   | 1–1     | Giao hữu                    |
| 7  | 7 tháng 6 năm 2016   | Coliseum Alfonso Pérez, Getafe, Tây Ban Nha                         | 29      | Tây Ban Nha      | 1–0   | 1–0     | Giao hữu                    |
| 8  | 8 tháng 10 năm 2016  | Sân vận động Cardiff City, Cardiff, Wales                           | 32      | Wales            | 1–1   | 1–1     | Vòng loại World Cup 2018    |
| 9  | 9 tháng 9 năm 2018   | Boris Paichadze Dinamo Arena, Tbilisi, Gruzia                       | 35      | Latvia           | 1–0   | 1–0     | UEFA Nations League 2018–19 |
| 10 | 8 tháng 9 năm 2020   | Boris Paichadze Dinamo Arena, Tbilisi, Gruzia                       | 39      | Bắc Macedonia    | 1–0   | 1–1     | UEFA Nations League 2020–21 |
| 11 | 8 tháng 10 năm 2020  | Boris Paichadze Dinamo Arena, Tbilisi, Gruzia                       | 43      | Belarus          | 1–0   | 1–0     | Vòng loại Euro 2020         |
| 12 | 11 tháng 10 năm 2020 | Sân vận động Cộng hòa Vazgen Sargsyan, Yerevan, Armenia             | 44      | Armenia          | 2–1   | 2–2     | UEFA Nations League 2020–21 |
| 13 | 12 tháng 10 năm 2021 | Sân vận động Fadil Vokrri, Pristina, Kosovo                         | 47      | Kosovo           | 1–1   | 2–1     | Vòng loại World Cup 2022    |